# Jacques Blaquart
Jacques André Blaquart, N.D.V. (Roumazières-Loubert, Charente, 19 de septiembre de 1951) es un obispo católico francés. Fue obispo auxiliar de Burdeos-Bazas de 2006 a 2010, y desde 2010 se desempeña como obispo de Orleans.
Es hermano del ex director técnico nacional de fútbol François Blaquart y del exfutbolista Bernard Blaquart.

## Formación
Creció en Roumazières, en Charente, en una familia de ocho hijos apasionados por el fútbol. Su abuelo creó el club de fútbol Roumazières y su padre lo dirigió. Tres de sus hermanos tenían entonces responsabilidades en el fútbol, como médico de las selecciones juveniles francesas, director técnico nacional, jugador profesional y entrenador de equipos profesionales. Después de haber estudiado un año de derecho en la Universidad de Limoges y haber trabajado durante algunos años como empleado de banca, obrero y luego educador en prácticas con personas discapacitadas, ingresó en el seminario de Poitiers antes de continuar su formación en el seminario de Burdeos de 1978 a 1982. Entre 1988 y 1989, se tomó un año sabático para seguir una formación espiritual en el instituto secular Notre-Dame de Vie de Venasque, en Vaucluse.

## Controversias
En 2018, emprendió acciones judiciales por acusaciones de violación contra el rector de la basílica de Cléry Saint André, el padre Olivier de Scitivaux. Declarado culpable de violación y agresión sexual, Olivier de Scitivaux fue condenado, en mayo de 2024, a 17 años de prisión penal, con un período de seguridad de 10 años.